# Giorgio Malipiero
Giorgio Malipiero (Roma, 30 aprile 1902 – Padova, 1º  marzo 1971) è stato un avvocato e calciatore italiano, calciatore di ruolo difensore centromediano.

## Carriera
Laureato in Giurisprudenza a Padova nel 1923 in quello stesso anno si iscrisse all'albo degli Avvocati e Procuratori. Penalista di caratura nazionale, in quasi cinquant'anni di attività partecipò come avvocato difensore ai più importanti processi come quello sull'eccidio di Porzus o per la tragedia del Vajont (* "Il Gazzettino" 19.05.1969 "I romani si trincerano dietro gli alibi burocratici" Fiorello Zangrando). Presidente della Camera Penale Regionale Veneta della quale fu socio fondatore ricoprì numerosissime cariche presso Associazioni Civiche e Sportive quali la Commissione di Appello Federale, l'Ente Provinciale per il Turismo, l'Automobile Club di Padova, il Circolo Filarmonico, il Rotary, la Congregazione degli ex Alunni dell'Antonianum, l'Accademia della Cucina, il Golf Club di Valsanzibio e da ultimo fu Assessore per il Traffico, Turismo, Sport e spettacolo del Comune di Padova. In gioventù giocatore del Football-club Petrarca disputa come difensore centromediano vari campionati nella squadra di Prima Divisione 1922-1923.